# Ypáti
Ypáti (Ypati) är en ort i Grekland.   Den ligger i prefekturen Fthiotis och regionen Grekiska fastlandet, i den centrala delen av landet, 160 km nordväst om huvudstaden Aten. Ypáti ligger 436 meter över havet och antalet invånare är 496.
Terrängen runt Ypáti är varierad, och sluttar norrut. Runt Ypáti är det ganska glesbefolkat, med 21 invånare per kvadratkilometer. Närmaste större samhälle är Lamia, 16,9 km öster om Ypáti. 